# Bristol (Virginia)
Bristol è una città indipendente degli Stati Uniti d'America nello Stato della Virginia. La popolazione era di 17,835 persone al censimento del 2010. È la città gemella di Bristol, Tennessee, proprio di fronte al confine di stato, che corre lungo il centro della sua strada principale, la State Street. Il Bureau of Economic Analysis unisce la città di Bristol con la circostante contea di Washington a fini statistici. Bristol è la principale città dell'area statistica metropolitana di Kingsport-Bristol-Bristol, TN-VA, un componente dell'area statistica combinata di Johnson City-Kingsport-Bristol, TN-VA – una regione nota come "Tri-Cities".

## Storia
In origine la città si chiamava "Goodson", più tardi ha cambiato nome in "Bristol" (da Bristol, in Inghilterra) nel 1890.

## Geografia fisica
Bristol è situata a 36°36′N 82°11′W (36.6111, -82.1762).
Secondo lo United States Census Bureau, ha un'area totale di 13,2 miglia quadrate (34,1 km²).

## Società

### Evoluzione demografica
Secondo il censimento del 2000, c'erano 17,367 persone.

### Etnie e minoranze straniere
Secondo il censimento del 2000, la composizione etnica della città era formata dal 92,54% di bianchi, il 5,57% di afroamericani, lo 0,25% di nativi americani, lo 0,37% di asiatici, lo 0,01% di oceanici, lo 0,18% di altre razze, e l'1,08% di due o più etnie. Ispanici o latinos di qualunque razza erano lo 0,97% della popolazione.